# 沙泉 (亞利桑那州阿帕契縣)
沙泉（英語：Sand Springs）是位於美國亞利桑那州阿帕契縣的一個非建制地區。該地的面積和人口皆未知。

## 地理
沙泉的座標為36°50′22″N 109°42′08″W / 36.83944°N 109.70222°W，而該地的平均海拔高度為1552米（即5092英尺）。